# Espitamenes
Espitamenes (em persa médio: Spitamaneh; em grego clássico: Σπιταμένης; romaniz.: Spitaménes; 370 a.C. – 328 a.C.) era um senhor da guerra sogdiano e o líder do levante em Sogdiana e Báctria contra Alexandre, o Grande, Rei da Macedônia, em 329 a.C.
Enquanto Alexandre fundava a nova cidade de Alexandria Éscate, no rio Jaxartes, surgiram notícias de que Espitamenes havia levantado Sogdiana contra ele e sitiava a guarnição macedônia em Maracanda. Ocupado demais na época para liderar pessoalmente um exército contra Espitamenes, Alexandre enviou um exército sob o comando de Farnuques, que foi imediatamente aniquilado com uma perda de nada menos que 2000 infantaria e 300 cavalaria.
O levante agora representava uma ameaça direta ao seu exército, e Alexandre se moveu pessoalmente para aliviar Maracanda, apenas para descobrir que Espitamenes havia deixado Sogdiana e estava atacando Báctria, de onde ele foi repelido com grande dificuldade pelo sátrapa da Báctria, Artabazo (328 a.C.).
O ponto decisivo ocorreu em dezembro de 328 a.C., quando Espitamenes foi derrotado pelo general de Alexandre Ceno na Batalha de Gabas. A esposa de Espitamenes o matou e enviou sua cabeça a Alexandre, pedindo paz e dissolvendo efetivamente o exército de Espitamenes.
 

Espitamenes teve uma filha, Apama, que era casada com um dos generais mais importantes de Alexandre e um eventual diádoco, Seleuco I Nicátor (fevereiro de 324 a.C.). O casal teve um filho, Antíoco I Sóter, um futuro governante do Império Selêucida. Várias cidades foram nomeadas Apameia em sua homenagem.